# Sonata per a violí i piano núm. 1 (Brahms)
La Sonata per a violí i piano núm. 1 en sol major, op. 78, va ser començada el 1878 i escrita en gran part durant la primavera i l'estiu de 1879 a Pörtschach am Wörthersee (Caríntia), reflectint així el meravellós ambient del balneari de Caríntia. Allà, Brahms va escriure multitud d'obres en solitud, època en què ja era conegut com un dels grans compositors a Alemanya. Va ser interpretada el 8 de novembre de 1879 a Bonn pels esposos Robert Heckmann (violí) i Marie - Heckmann Hertig (piano) i estrenada el 29 de novembre de 1879 a Viena, on la van interpretar el mateix autor i el violinista Hallmesberger. Va ser publicada el mateix any a Berlín per N. Simrock. L'audiència qualificà l'obra com una de les petites grans obres mestres per aquest gènere que s'havien escrit mai.
L'obra és coneguda amb el nom de Regensonate ("Sonata de la pluja") i té relació amb el seu propi lied Regenlied (Cançó de la pluja) op. 59 núm. 3, a més de Nachklang (Eco), op. 59 núm. 4, a l'estil de Schubert. Està basat en un bell poema elegíac de l'escriptor nòrdic Klaus Groth (1819-1899), on l'autor torna nostàlgicament a la joventut. És un text ple de sentiments de record, melancolia i nostàlgia. Es caracteritza per un gran lirisme entre els dos instruments i l'astúcia en la temàtica, que crea un motiu generador i el sap variar de mil maneres. Aquesta obra ha estat de gran inspiració pel repertori cambrístic romàntic.

## Anàlisi musical
Tot i que l'obra va ser coneguda a Europa gràcies als seus amics Hans von Bülow i el violinista Norman Neruda, qui va llegir primer la partitura i en va ser el gran inspirador fou Joseph Joachim, que acabava de triomfar amb la interpretació del Concert per a violí i orquestra op. 77.
L'obra consta de tres moviments: 
1. Vivace ma non troppo. Està en sol major, compàs 6/4 i té 243 compassos.
2. Adagio-Piú andante. Està en Mi♭ major, compàs 2/4 i té 123 compassos.
3. Allegro molto moderato. Està en sol menor, compàs 4/4 i té 165 compassos.

Es podria dir que segueix l'esquema de la sonata clàssica en tres parts: ràpid-lent-ràpid.
La tonalitat, de sol major, és molt utilitzada per als compositors que escriuen per a violí, ja que correspon a la nota (de la corda més greu) a la que pot arribar l'instrument. A més, sol menor té un lligam amb Mozart, el qual només va escriure 4 obres en aquesta tonalitat perquè creia que era la “tonalitat de la passió i la desesperació”. El primer moviment, Vivace ma non troppo, està escrit en 6/4 en la tonalitat de sol major i respon a la clàssica forma sonata: exposició, desenvolupament i reexposició més una coda per tancar el moviment.
El puntegut "triple re" del començament pot trobar-se no només a l'inici del moviment sinó també en el Più andante del segon moviment. L'Adagio té un esquema de tres parts A B A' més una coda. Està en mi bemoll major, en 2/4 i representa la part central de la sonata, amb un caràcter interior, bell i emocionant. En aquest segon moviment, el sol més greu correspon a l'interval de tercera, cosa que converteix en doblement interessant aquest sol corda oberta del violí.
El tercer moviment comença en sol menor i en compàs 4/4 i comença amb la mateixa melodia que el lied Regenlied. La forma sempre ha estat difícil de definir: alguns musicòlegs
creuen que Brahms combina simultàniament les formes sonata i rondó. Es pot considerar una forma rondó amb l'estructura A-B-A-C-A i coda, començant amb el tema A i intercalant dos temes contrastats B i C. Malgrat ser habitual en els últims moviments de les sonates de Beethoven, no podem dir que es tracti d'una forma Rondó-Sonata, ja que no hi ha cap exposició clara, no trobem cap moment en què es desenvolupin motius o temes primerament exposats i, per acabar, cap reexposició.
Segons els estudis de Dillon Parmer, hi ha una intenció programàtica en algunes obres de Brahms, entre les quals es troba aquesta primera sonata. Així, hi hauria un paral·lelisme entre el pessimisme dels poemes de Klaus Groth en què s'inspiren alguns lieders de Brahms i una metàfora en la successió tonal dins l'estructura de la sonata (donant lògica a la lletra de les cançons). Brahms modula de sol major a sol menor i en la secció B de l'Adagio incorpora una marxa fúnebre en mi bemoll major. Trobem una relació entre els temes del primer i últim moviments d'aquesta sonata, així com en les dues aparicions al final del tema principal de l'Adagio.

## Antecedents i innovacions a la sonata
Brahms va escriure anteriorment i posteriorment altres intents per a la formació. Es tracta de tres sonates escrites abans de la primera i de dues que va redactar després de la tercera. Fins a l'any 1879 l'únic que havia deixat publicat era el seu Scherzo en do menor, originalment escrit el 1853 com a conglomerat de la Sonata F.A.E, juntament els moviments de Dietrich i Schumann. L'alt nivell d'autoexigència del compositor va fer que acabés destruint els abans esmentats esbossos i projectes.
En aquesta sonata trobem idees d'èpoques anteriors. Per una banda, gràcies a l'estudi del contrapunt del jove Brahms, l'ús de cànons, fragments fugats i veus interiors (contrapunt invertible o triple), sobretot en la veu del piano. Per altra banda, un lligam amb les simfonies de Beethoven, que a primer cop d'ull pot passar desapercebut. En tota la sonata no hi ha cap mf, només un en la veu del violí. Això representa el mateix contrast que dona Beethoven a les seves 9 simfonies, les quals no tenen tampoc aquesta dinàmica i, per tant, sempre hi ha un caràcter dominant.
En aspectes compositius, en aquesta sonata Brahms resol el problema dels duos de piano amb instruments de corda de l'època de Haydn, en els quals l'instrument de corda sempre estava en un clar desavantatge durant els passatges plenament pianístics. Tot i que en Mozart i Beethoven els dos instruments estan prou equilibrats, Brahms aconsegueix que la part del piano s'alleugeri i es faci transparent perquè el violí pugui fins i tot tenir un protagonisme melòdic.
S'ha de dir, però, que tot i que Brahms té unes arrels molt clàssiques, utilitza el seu propi llenguatge en les indicacions que apareixen a la partitura: mezza voce, con anima, grazioso, leggiero, sostenuto, ben legato, poco f (poco forte), etc. Això deixa clar que el compositor sabia ben bé què volia exactament.